# Felix Reda
Felix Reda (geboren als Julia Reda) (Bonn, 30 november 1986) is een Duits politicus. Hij was voorzitter van de Jonge Piraten Europa. In 2014 werd hij verkozen tot Europarlementariër.

## Biografie
Op jonge leeftijd, 16 jaar, werd hij lid van de SPD. In 2009 werd hij actief bij de Duitse Piratenpartij, en tussen 2010 en 2012 was voorzitter van de Duitse jongerenpartij. Hij is een van de medeoprichters van de Jonge Piraten Europa, waar hij ook voorzitter is. In januari 2014 werd Reda verkozen tot lijsttrekker bij de Duitse Piratenpartij voor de verkiezingen voor het Europees Parlement, waarmee hij een zetel wist binnen te halen. 
Hij studeerde politicologie en publiciteitswetenschappen op de Universiteit van Mainz.
Op 27 maart 2019, kondigde hij in aan in een online video aan dat hij op die dag uit de Piratenpartij stapte.